# Джон Доу
Джон Доу (на английски: John Doe) е американски певец, автор на редица песни, актьор, поет, китарист и бас-китарист. Основава високо уважаваната лосанджелиска пънк група „Екс“, в която все още присъства като член. Творчеството му на изпълнител и композитор е съединение от рок, кънтри и фолк. В качеството си на актьор, той прави купища участия в телевизията, и изиграва няколко епизодични филмови роли. Той въплъщава образа на Джеф Паркър в телевизионния сериал Розуел.
Доу прави изпълнения и в кънтри, фолк и пънк групата „Нитърс“, а освен това има няколко плочи, в които е солов творец. В началото на 80-те участва в два албума на Флеш Итърс.